# Víktor Lisitski
Víktor Lisitski (en ruso: Ви́ктор Ники́тович Лиси́цкий; Magnitogorsk, Óblast de Cheliábinsk, Rusia, 13 de octubre de 1939-Moscú, 13 de junio de 2023) fue un gimnasta artístico ruso especialista en la prueba de barras paralelas con la que, compitiendo representando a la Unión Soviética, consiguió ser campeón mundial en 1966.

## Carrera deportiva
En el Mundial de Praga 1962 gana la plata por equipos, tras Japón y por delante de Checoslovaquia.
En los JJ. OO. de Tokio de 1964 ganó cuatro medallas de plata: en el concurso por equipos —tras Japón y por delante de Equipo Unificado Alemán, siendo sus compañeros de equipo: Viktor Leontev, Sergei Diomidov, Boris Shakhlin, Yuri Titov y Yuri Tsapenko—, y en los ejercicios de suelo, salto de potro y en la general individual, en esta última tras el japonés Yukio Endo (oro) y empatado su compatriota el soviético Boris Shakhlin y con otro japonés Shuji Tsurumi.
En los JJ. OO. de México 1968 gana la plata por equipos.
Por último en el Mundial de Liubliana 1970 gana la plata en el concurso por equipos, siendo sus compañeros: Mikhail Voronin, Viktor Klimenko, Sergei Diomidov, German Bogdanov y Valery Karasyov.